# 曼荷莲学院
曼荷莲学院（英語：Mount Holyoke College）是美国一著名的女子文理学院。

## 历史
源于成立于1837年的曼荷莲女子神学院，1888年改为学院。该学院位于马萨诸塞州的小镇南哈德利。为美国七姐妹学院之一。从医学界先锋到普利策奖获奖者，曼荷莲以培养不同领域女性领袖而著名。2013年《美國新聞和世界報道》將曼荷蓮學院排在全美文理學院中的第38位。